# گرینهرن (اورگن)
گرینهرن (به انگلیسی: Greenhorn) شهری در شهرستان بیکر ایالت اورگن است و در سرشماری سال ۲۰۱۱ میلادی، ۰ نفر جمعیت داشته که نسبت به سال ۲۰۱۰، NA درصد رشد جمعیت داشته‌است.

## موقعیت جغرافیایی
موقعیت جغرافیایی شهرها و مناطق اطراف به شرح زیر است: